# Аллуайв
Аллуайв (также Э̄ллвуэййв, Элла-вуйв)— гора в массиве Ловозёрских тундр, на Кольском полуострове России. Административно относится к Мурманской области.

## Название
Название происходит от саамских слов алл — «высокий» (см. кильд. саам. э̄лл «высокий») и уайв — «вершина горы» (см. кильд. саам. вуэййв «голова»).

## Расположение и описание

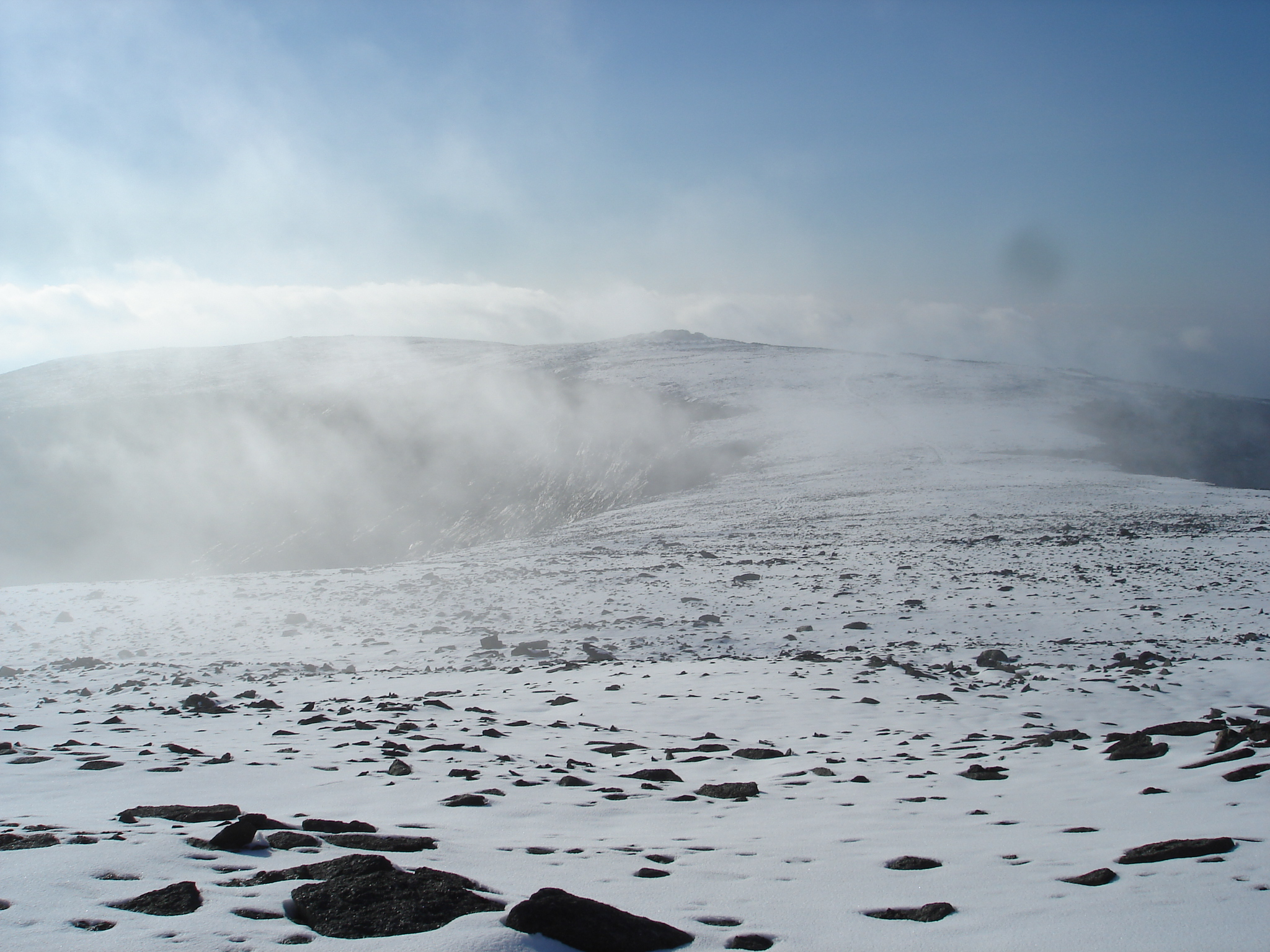
Дорога на перевал Геологов

Находится в центре Кольского полуострова: в северо-западной части Ловозёрских тундр к востоку от северной части Умбозера. Является наряду с вершинами Кедыквырпахк (1118,7 м), Ангвундасчорр (1120,6 м), Сенгисчорр (1113,5 м) и Паргуайв (1049,3 м) одной из самых высоких из немногочисленных «тысячников» массива.
На юго-востоке Аллуайв граничит с возвышенностью Ангвундасчорр, соединённой с ним перевалом Геологов высотой 998,4 м. С востока и с юга к Аллуайву прилегают два крупных цирка, с востока — 2-й Цирк Раслака, с юга — неподписанный на картах цирк.

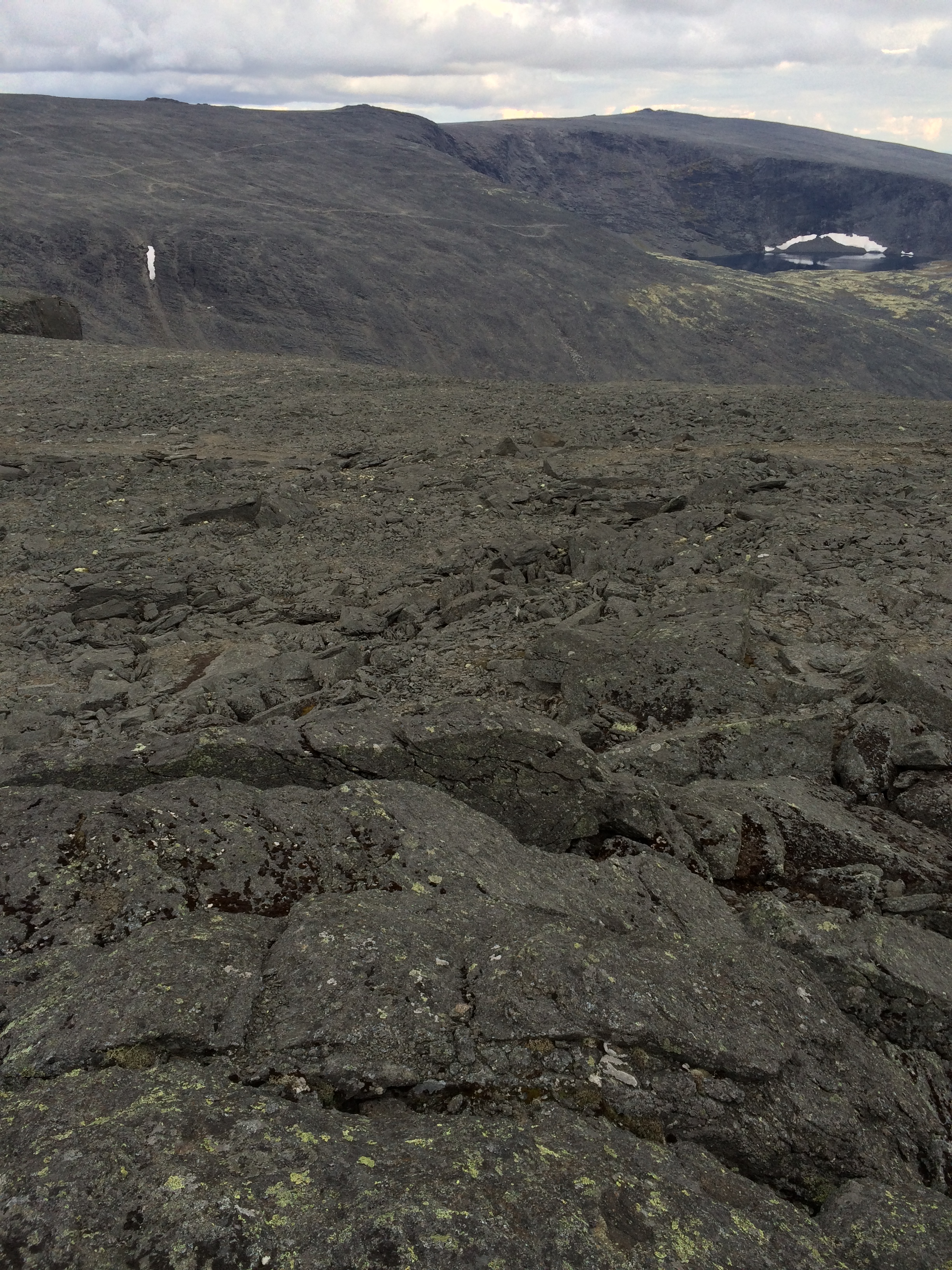
Вид на Горное озеро и Умбозеро с вершины Аллуфйва

На склонах Аллуайва берут начало несколько некрупных ручьёв — Шомйок (с северного склона), Раслак (с северо-восточного склона), Аллуайв и Прямой (с западного склона), Азимут (с южного склона).
Ближайший населённый пункт — посёлок Ревда — находится в 10 километрах к северу от Аллуайва.

## История

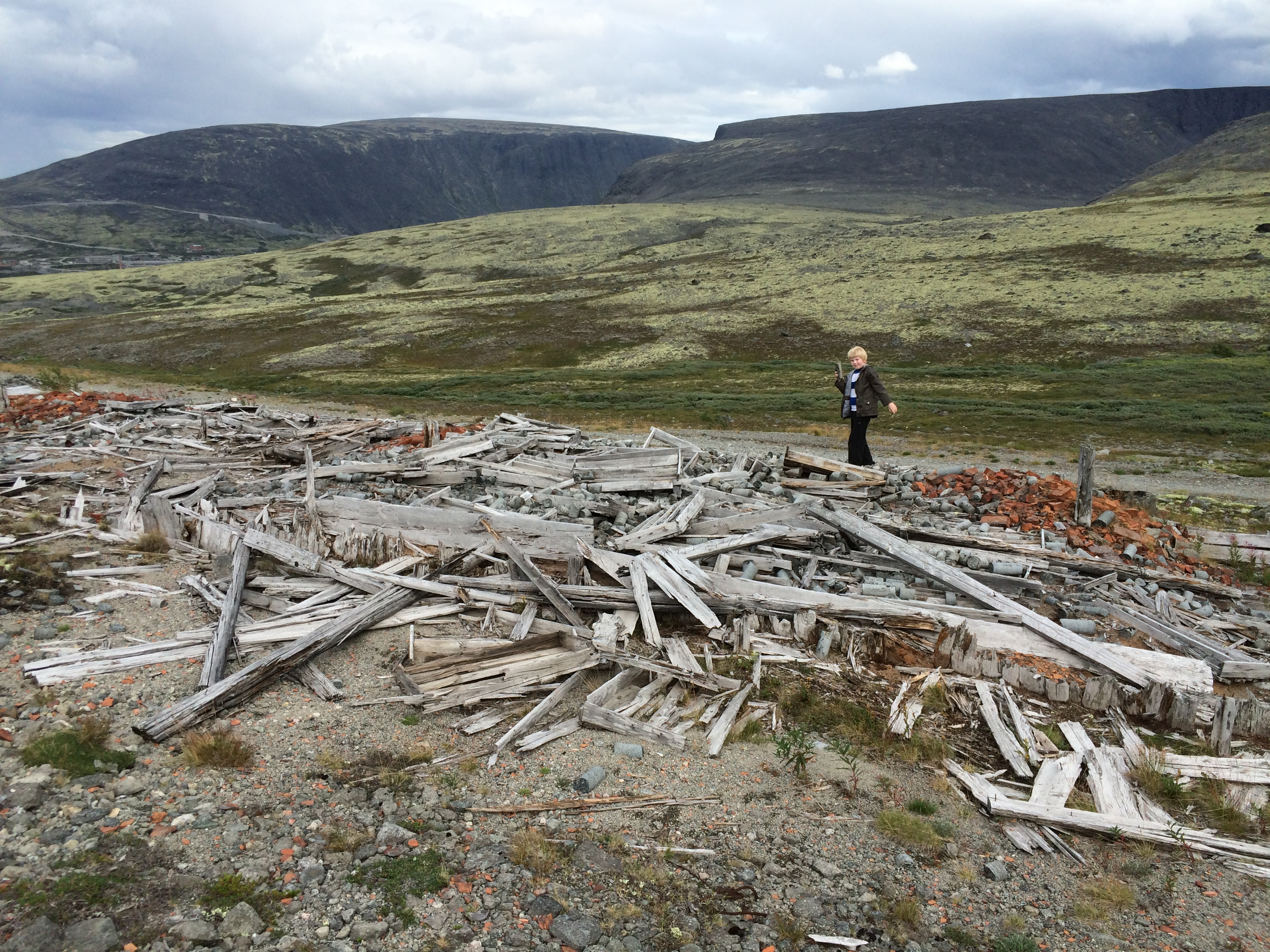
Брошенное кернохранилище в Ловозёрских тундрах

У северо-восточного склона горы на ручье Раслак находятся развалины населённого пункта Ильма, возникшего тут в 1940 году в качестве посёлка строителей, а позже — рабочих Ловозерского горно-обогатительного комбината.
В 1970-е годы жители посёлка были переселены в Ревду, и Ильма была ликвидирована. Кроме того, у самого истока Раслака ранее находился посёлок Аллуайв — база геологов и строителей Ловозерского ГОКа. Посёлок просуществовал недолго, всего с 1937 по 1940 год. В 1938 году население Аллуайва составляло 55 человек.
На склонах горы ранее производились горные выработки, о чём свидетельствуют заброшенные ныне штольни.

## Геология
Аллуайв известен находками многих редких минералов.:
- аллуайвит
- анальцим
- арфведсонит
- беловит
- вегшайдерит
- виллиомит
- вуоннемит
- гейдоннеит
- гоббинсит
- грумантит
- дуалит
- илерит
- интерсилит
- канемит
- канкрисилит
- кариохроит
- катаплеит
- келдышит
- кентбруксит
- когаркоит
- коробицинит
- линтисит
- литвинскит
- ломоносовит
- макатит
- манаксит
- манганонауякозит
- манганотихит
- микроклин
- минеевит
- мурманит
- настрофит
- натриевый болтвудит
- натроксалат
- натролит
- нефелин
- паракелдышит
- паранатролит
- пятенкоит
- ридмерджнерит
- рувиллит
- серандит
- сидоренкит
- сирлезит
- содалит
- тасекит
- терскит
- тисиналит
- уссингит
- чкаловит
- шкатулкалит
- шомиокит
- шортит
- эльпидит
- эрдит

## Память
В честь горы назван минерал Аллуайвит — титановый силикат, обнаруженный здесь в 1990 году.